# Vadonia moesiaca
Маївниця мезійська (Vadonia moesiaca (K. Daniel & J. Daniel, 1891)) — вид жуків з родини Скрипунових.

## Поширення
Маївниця мезійська — балканський вид. В Україні відома у Причорномор'ї між дельтою Дунаю і Дніпровсько-Бузьким лиманом. Північна межа розповсюдження залишається невідомою.